# مرياما خان
مرياما خان (بالإنجليزية: Mariama Khan)‏ (مواليد 1977)، هي مخرجة أفلام وشاعرة وناشطة ثقافية وباحثة جامبية. تدرس التاريخ والحضارة الأفريقية في كلية ليمان في نيويورك بالولايات المتحدة الأمريكية.

## حياتها
ولدت مارياما خان عام 1977 لأب سنغالي وأم غامبية. نشأت في بلدة بريكاما الجديدة في منطقة كومبو المركزية في غامبيا.
كان تعليمها الابتدائي في مدرسة بريكاما الابتدائية. وبعد خضوعها لامتحان القبول المشترك، التحقت بمدرسة ثانوية كاثوليكية للفتيات فقط تسمى مدرسة سانت جوزيف الثانوية في بانجول عاصمة غامبيا. عند إكمال امتحانات المستوى العادي للحملة العالمية للتعليم، انتقلت إلى مدرسة ثانوية فقط للبنين الكاثوليك في بانجول حيث تم قبول عدد قليل من الفتيات في الصف السادس كل عام. بعد ذلك ذهبت إلى الكلية وأكملت درجتها الجامعية في دراسات التنمية الدولية مع قاصر في اللغة الإنجليزية مع جامعة سانت ماري بكندا. ثم أكملت درجة الماجستير في الآداب من جامعة تورينو بإيطاليا. في العام الذي تخرجت فيه من إيطاليا، ذهبت إلى جامعة برانديز للحصول على درجة الماجستير في شهادة الآداب في التنمية الدولية المستدامة، وأثناء تواجدها في برانديز تابعت دورة مدتها عام واحد في صناعة الأفلام وأنتجت أول فيلمين لي من إخراجها قبل التخرج من برانديز في عام 2008.
بدأ مارياما في صناعة الأفلام الوثائقية القصيرة عندما كانت طالبة في هنري فيلت في جامعة برانديز. صنعت عدة أفلام وثائقية في 2008 - 2009. فاز «سوتورا» بجائزة صندوق الأمم المتحدة للسكان، وتم عرض «رحلة فوق التل» لأول مرة في مهرجان سينيكامبيا السينمائي الدولي في عام 2016.
عملت مرياما في غامبيا كنائبة لمدير وحدة تحليل السياسات في مكتب الرئيس. عيّنها الرئيس يحيى جامع أمينها العام للخدمة المدنية في غامبيا في عام 2010، رغم أن التعيين لم يستمر سوى بضعة أشهر. ثم تم تعيينها سكرتيرة دائمة في مكتب إدارة شؤون الموظفين.
في عام 2018، كتبت رسالة عامة إلى الرئيس أداما بارو، دفاعًا عن موسى باتي، أحد ضباط الشرطة الخمسة المتهمين بالقتل بعد مقتل ثلاثة متظاهرين شباب في مسيرة لمكافحة التلوث في فارابا بانتا.